# Evabritt Strandberg
Evabritt Strandberg, född 7 april 1943 i Stockholm, är en svensk skådespelerska och sångerska. Hon har sedan 1960-talet synts i uppsättningar på bland annat Dramaten och Göteborgs stadsteater. Dessutom har hon deltagit i ett antal TV- och filmproduktioner. Sin första roll i en långfilm gjorde hon i Bo Widerbergs Kärlek 65 (1965).

## Biografi

### Bakgrund
Evabritt Strandberg är dotter till avdelningschefen Gunnar Strandberg och distriktschefen Britt Hansson (omgift Ollén) samt halvsyster till Charlott Strandberg.
Som ung ville hon egentligen bli veterinär, men hon var svag i ämnena matematik och kemi. Hon kom i stället att söka sig till teatern. 1960–1962 studerade hon vid Axel Witzanskys teaterskola i Stockholm och fortsatte vid Dramatens elevskola 1962–1965.

### Tidig karriär
Strandberg fick sitt genombrott i Bo Widerbergs film Kärlek 65, som hon fick Chaplinpriset för. Uppmärksamheten ledde till internationella filmanbud, som hon dock tackade nej till. I slutet av 1960-talet följde flera filmroller, bland annat i Jan Halldoffs Myten, Jean-Luc Godards Maskulinum-Femininum 1966 och Stig Björkmans Jag älskar, du älskar 1968.
Strandberg var 1965–1967 anställd vid Dramaten och 1967–1968 vid Riksteatern, innan hon 1968 blev engagerad vid Göteborgs Stadsteater. Hon stannade där fram till 1982, med undantag för några gästspel på andra scener – bland annat Riksteatern 1978–1979.

### Senare år
Hon har därefter frilansat på olika estrader. Där finns roller i Brel på Göta Lejon 1983, A Star Is Torn (1985), rollen som Zarah Leander i musikalen Zarah på Intiman 1987 och Madam Flod i Hemsöborna på Fjäderholmarnas friluftsteater 2002 samt åter i Brel på Vasateatern (2007).
Evabritt Strandberg spelade 2003 mot Eva Rydberg och Siw Carlsson i komedin Änglar med glorian på sné i Malmö. Samma år spelade hon rektor i musikalen Fame, som var en samproduktion mellan GöteborgsOperan och Skaraborgs Länsteater. 2006 gjorde hon debut som regissör med pjäsen LisaLouise på Borås Stadsteater. På samma teater spelade hon fru Markurell i Hjalmar Bergmans klassiker Markurells i Wadköping.
Strandbergs filmroller har varit relativt få. I 2013 års The Quiet Roar spelade hon dock huvudrollen. Hon har även bidragit som röstskådespelare till ett antal animerade filmer, där sjöhäxan Ursula i Den lilla sjöjungfrun (1989) är den mest framträdande.

### TV-teater och TV-underhållning
Evabritt Strandberg har också varit anlitad inom TV-teatern. Hon syntes 1971 i den skandalomsusade pjäsen Karossen, spelade 1985 Clair i TV-serien Lösa förbindelser, 1991 som slottsfrun Louise i Rosenholm, 1995 som bilmekanikern Gun i Radioskugga och 2001 som modern i Gustav III.
För TV var Strandberg programledare i underhållningsprogrammet Evabritt (1996).

### Musik och erkännande
Evabritt Strandberg har även gjort sig känd som vissångerska. Hon skivdebuterade redan 1965 med LP:n En sång ett vapen. Hon har ofta tolkat Jacques Brel, Édith Piaf, Lars Forssell och Cornelis Vreeswijk. Hon tilldelades 1995 Cornelis Vreeswijk-stipendiet, med motiveringen: "En sångkonst av stor bärighet och styrka, rå och sovrad intensitet som kongenialt gestaltar tillvarons glädje och sorg, en formulering som även kan täcka hennes skådespeleri".

### Familj
Evabritt Strandberg tillhör släkten Strandberg och är bland annat sondotter till operasångaren  Olle Strandberg och brorsons sonsons dotter till skalden C.V.A. Strandberg.
Evabritt Strandberg har dottern Lina Wollter från ett förhållande med skådespelaren Sven Wollter och dessutom sonen Matti Berenett från ett äktenskap med skådespelaren Lars-Erik Berenett som varade till 1976. Hon var 1984–1985 gift med teaterproducenten, skådespelaren och regissören Olle Ljungberg. Därefter var hon sambo med kapellmästaren Christer Wickman fram till hans död år 2000.

## Produktioner

### Teater (urval)
- 2009 – Blodsbröllop (Teater Halland)

### Filmografi
- 1965 – Vågen (kortfilm)
- 1965 – Kärlek 65
- 1966 – Sandrews journal
- 1966 – Myten
- 1966 –  Maskulinum – femininum (Masculin féminin av Jean-Luc Godard)
- 1967 – Sanningen om nya Anna Susanna
- 1968 – Jag älskar, du älskar
- 1971 – Deadline
- 1974 – En handfull kärlek
- 1988 – Råttornas vinter
- 1989 – Den lilla sjöjungfrun, röst som Ursula
- 1991 – Ålder okänd
- 1994 – Pagemaster – den magiska resan
- 2000 – Hjälp! Jag är en fisk, röst som tant Anna
- 2000 – Den lilla sjöjungfrun II – Havets hemlighet, röst som Morgana
- 2002 – Lilo & Stitch, röst som Högsta Rådsdamen
- 2014 – The Quiet Roar
- 2016 – Beck – Vägs ände

Källor: 

### TV-produktioner
- 1972 – Magnetisören
- 1974 – En handfull kärlek
- 1975 – Gyllene år (TV-serie)
- 1978 – Kvinnoborgen
- 1980 – Innan vintern kommer (TV-serie)
- 1981 – Fem dagar i december (TV-serie)
- 1981 – Stjärnhuset (TV-serie)
- 1982 – Polisen som vägrade svara (TV-serie)
- 1985 – Lösa förbindelser
- 1991 – Ålder okänd
- 1991 – Rosenholm
- 1991 – Sanning och konsekvens
- 1995 – Radioskugga
- 2000 – Barnen på Luna
- 2001 – Gustav III:s äktenskap
- 2013 – Molanders

Källor: 

## Teater

### Roller (ej komplett)
| År   | Roll             | Produktion                                                                                | Regi                      | Teater                         |
| ---- | ---------------- | ----------------------------------------------------------------------------------------- | ------------------------- | ------------------------------ |
| 1965 | Iza              | Yvonne, prinsessa av Bourgogne (Iwona, księżniczka Burgunda) Witold Gombrowicz            | Alf Sjöberg               | Dramaten                       |
| 1966 | Medverkande      | I afton improviserar vi (Questa sera se recita a soggetto) Luigi Pirandello               | Mimi Pollak               | Dramaten                       |
| 1970 | Pegeen           | Hjälten på den gröna ön (The Playboy of the Western World) John Millington Synge          | Mats Johansson            | Göteborgs stadsteater          |
| 1983 | Medverkande      | Brel Olle Ljungberg och Sonja Gube                                                        | Olle Ljungberg            | Göta Lejon                     |
| 1985 | Medverkande      | Kent Kent Andersson, Carl-Axel Dominique och Monica Dominique                             | Olle Ljungberg            | Göta Lejon                     |
| 1985 | Medverkande      | A Star is Torn Robin Archer och Rodney Fisher                                             | Olle Ljungberg Sonja Gube | Scalateatern                   |
| 1987 | Zarah Leander    | Zarah Evabritt Strandberg, Stefan Ostrowski och Olle Ljungberg                            | Olle Ljungberg            | Intiman                        |
| 1997 | Desirée Armfeldt | Sommarnattens leende (A Little Night Music) Stephen Sondheim och Hugh Wheeler             | Benny Fredriksson         | Riksteatern                    |
| 2001 |                  | Kaspar Hauser Johnny Dennis, Martin Gjerstad, Tore Johansson, Ulf Turesson och Jonas Jarl | Johanna Garpe             | Malmö musikteater              |
| 2003 | Jane Banbury     | Änglar med glorian på sne (Fallen Angels) Noël Coward                                     | Jan Hertz                 | Nöjesteatern, Malmö + turné    |
| 2007 | Medverkande      | Brel - Rätt in i hjärtat Eric Blau och Mort Shuman, baserad på Jacques Brels musik        | Olle Ljungberg            | Vasateatern Även turné         |
| 2007 |                  | Räddad Alfhild Agrell                                                                     | Jenny Andreasson          | Östgötateatern                 |
| 2016 | Julia            | Romeo och Julia (The Tragedy of Romeo and Juliet) William Shakespeare                     | Dag Norgård               | Kulturhuset Stadsteatern Turné |

## Källhänvisningar
1. 1 2  Sveriges befolkning 1970, CD-ROM, Version 1.04, Sveriges Släktforskarförbund (2002).
2. ↑  Ericson Uno, Engström Klas, red (1993). Myggans nöjeslexikon: ett uppslagsverk om underhållning. 13, Rundr-Tall. Höganäs: Bra böcker. sid. 185. Libris 7665091. ISBN 91-7752-271-0
3. ↑  Strandberg, Evabritt, skådespelare, Sthlm i Vem är hon / s 433.
4. ↑   Svenska släktkalendern. Årg. 17(1965). Stockholm: Bonnier. 1965. sid. 356. Libris 8847211
5. 1 2  Karin Thunberg (23 mars 2014). ””Går inte att vara en cowboy vid 70””. SVD. http://www.svd.se/kultur/svds-sondagsintervju-med-evabritt-strandberg-aktuell-i-filmen-the-quiet-roar-vid-70-kan-man-inte-vara-cowboy-langre_3388712.svd. Läst 28 juni 2014.
6. 1 2 3  Vem är det, svensk biografisk handbok 1993, s 1034
7. 1 2 3 4  "Evabritt Strandberg". NE.se. Läst 28 juni 2014.
8. 1 2  "Evabritt Strandberg". Svensk Filmdatabas. Läst 28 juni 2014.
9. 1 2 3  "Beskrivning". Svensk Filmdatabas. Läst 29 juni 2014.
10. ↑  "Radionovell av Negar Naseh: B-Symptom". Sverigesradio.se, 2014-06-17. Läst 29 juni 2014.
11. 1 2 3  "Insatser". Svensk Filmdatabas. Läst 28 juni 2014.
12. ↑  Sveriges befolkning 1990, DVD-ROM, Riksarkivet SVAR 2011
13. 1 2  "Evabritt Strandberg". IMDb. Läst 28 juni 2014.
14. ↑  Leif Zern (12 september 1970). ”'Hjälten på gröna ön' i Göteborg: God underhållning”. Dagens Nyheter:  s. 16. http://arkivet.dn.se/tidning/1970-09-12/247/16. Läst 30 oktober 2016.
15. ↑  Bengt Jahnsson (2 oktober 1983). ”'Brel' på Göta Lejon: Många fullträffar gör succén given”. Dagens Nyheter:  s. 16. http://arkivet.dn.se/arkivet/tidning/1983-10-02/267/16. Läst 17 september 2016.
16. ↑  Bengt Jahnsson (13 januari 1985). ”Götgatan 55: Stilla revymusikal med mjuka tassar”. Dagens Nyheter:  s. 16. http://arkivet.dn.se/arkivet/tidning/1985-01-13/12/19. Läst 17 september 2016.
17. ↑  Eva af Geijerstam (7 oktober 1985). ”Evabritt Strandberg i 'A Star is Torn': Klarar även de svåraste”. Dagens Nyheter:  s. 21. http://arkivet.dn.se/arkivet/tidning/1985-10-07/273/20. Läst 30 augusti 2015.
18. ↑  Marcus Boldemann (21 september 1987). ”'Zarah' underhåller men gåtorna är kvar”. Dagens Nyheter:  s. 27. https://arkivet.dn.se/tidning/1987-09-21/256/27. Läst 13 september 2024.
19. ↑  Leif Zern (2 november 1997). ”Sommarnatt utan leende. Riksteaterns föreställning hävdar sig bättre musikaliskt”. Dagens Nyheter. https://www.dn.se/arkiv/teater/musikal-sommarnatt-utan-leende-riksteaterns-forestallning-havdar-sig-battre-musikaliskt/. Läst 25 maj 2019.
20. ↑  Martin Nyström (17 september 2001). ”'Kaspar Hauser' låter som schlager”. Dagens Nyheter. Arkiverad från originalet den 25 januari 2016. https://web.archive.org/web/20160125131220/http://www.dn.se/arkiv/kultur/dn-rattar-en-av-bilderna-till-gardagens-recension-av-kaspar. Läst 24 september 2015.
21. ↑  Henrik Strömberg (8 mars 2004). ”Rydberg lever för skrattet”. Göteborgsposten. Läst 29 juni 2015.
22. ↑  Karolina Andersson (26 januari 2007). ”Vasateatern hoppas nå ny publik med Brel”. Svenska Dagbladet. http://www.svd.se/vasateatern-hoppas-na-ny-publik-med-brel. Läst 28 juni 2015.
23. ↑  ”SPETS - Räddad”. Östgötateatern. https://www.ostgotateatern.se/pa-scen/spets-raddad. Läst 6 oktober 2024.